# Еленовка (Пензенская область)
Еленовка — деревня в Иссинском районе Пензенской области. Входит в состав Знаменско-Пестровского сельсовета.

## География
Деревня расположена в 7 км к юго-западу от села Знаменская Пестровка и в 27 км на восток от райцентра посёлка Исса.

## История
Основана в первой половине XIX века как выселок из помещичьего села Ивановское. Изначально населенный пункт именовался Бутурлинским (Ивановским) выселком. Деревня входила в состав Бутурлинской волости Инсарского уезда Пензенской губернии. В 1911 г. – 43 двора, 2 ветряные мельницы. 
С 1928 года деревня входила в состав Привольевского сельсовета Иссинского района Пензенского округа Средне-Волжской области (с 1939 года — в составе Пензенской области). В 1939 г. – центральная усадьба колхоза «Красный пахарь» (организован в 1930 г.), 58 дворов. В 1955 г. деревня в составе Знаменско-Пестровского сельсовета, колхоз имени Калинина.

## Население
| 1864 | 1911 | 1926 | 1930 | 1940 | 1959 | 1979 |
| ---- | ---- | ---- | ---- | ---- | ---- | ---- |
| 139  | ↗306 | ↗381 | ↗430 | ↘234 | ↗308 | ↘168 |
| 1989 | 1996 | 2002 | 2010 |      |      |      |
| ↘88  | ↘55  | ↘42  | ↘9   |      |      |      |